# Регби на летних Олимпийских играх 1924
На летних Олимпийских играх 1924 года в соревнованиях по регби приняло участие всего три команды. Это был последний раз, когда регби входило в программу Олимпийских игр.

## Медалисты
|         | Золото | Серебро | Бронза  |
| Мужчины | США    | Франция | Румыния |